# Marchosjas

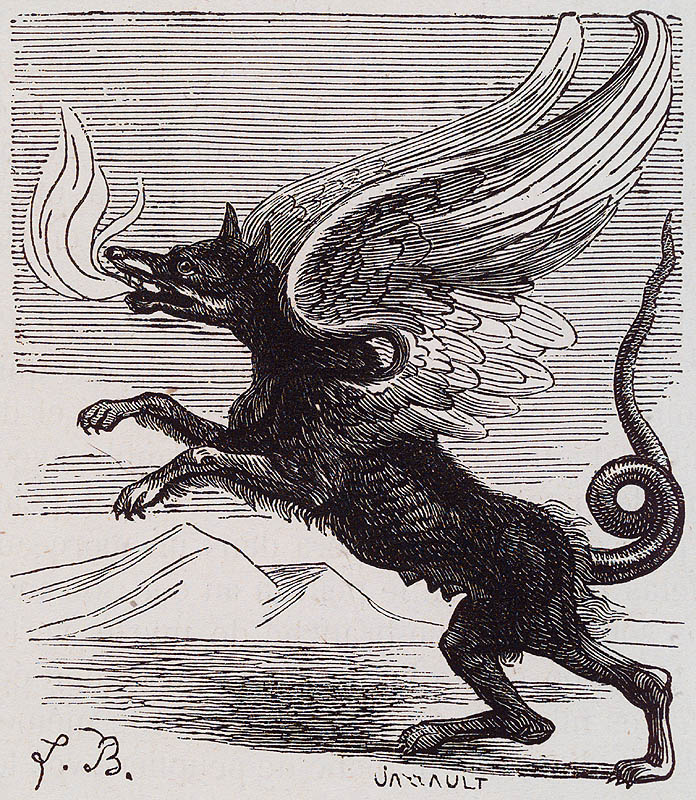
Marchosjas według Słownika wiedzy tajemnej Collina de Plancy, 1863.

Marchosjas – w tradycji okultystycznej demon, upadły anioł, markiz piekła. Znany również pod imionami Marchosias, Marchocjasz i Marchocias. Rozporządza 30 legionami duchów. W Sztuce Goecji jest trzydziestym piątym, a w Pseudomonarchii Daemonum trzydziestym pierwszym duchem. Przed upadkiem należał do Chóru panowań.
Rzekomo wyjawił swemu władcy, którym był król Salomon, że „po upływie 1200 lat ma nadzieję powrócić na siódmy tron (w niebie)”.

## Wdemonologii
By go przywołać i podporządkować, potrzebna jest jego pieczęć, która według Sztuki Goecji powinna być zrobiona ze srebra.
Jest dobrym wojownikiem, który potrafi pluć ogniem.
Wezwany, ukazuje się pod postacią wilka (a w niektórych wersjach i według Crowleya woła) ze skrzydłami gryfa i ogonem węża. Jacques Collin de Plancy podaje w swoim Słowniku wiedzy tajemnej, że Marchosjasz „ukazuje się pod postacią dzikiej lwicy ze skrzydłami sępa i ogonem węża”. Na rozkaz czarownika, przyjmuje ludzką postać i wówczas swoim wyglądem przypomina wielkiego żołnierza.

## Wkulturze masowej
- Pojawia się w komiksie B.B.P.O. w części The Universal Machine, przedstawiony jest jako czerwony demon.
- Występuje dwukrotnie w komiksie Alana Moorea Promethea.
- Pojawia się w serialu Ognistooka Shana.
- Można go również zobaczyć grze Shin Megami Tensei.
- W Dungeons & Dragons, w dodatku Tome of Magic: Pact, Shadow, and True Name Magic można z nim podpisać pakt.
- Zespół Order of the Ebon Hand napisał piosenkę For Marchosias, która znajduje się w albumie XV: The Devil.